# South Witham
South Witham est une paroisse civile et un village du Lincolnshire, en Angleterre.